# مجموعة الضغط الدوائية

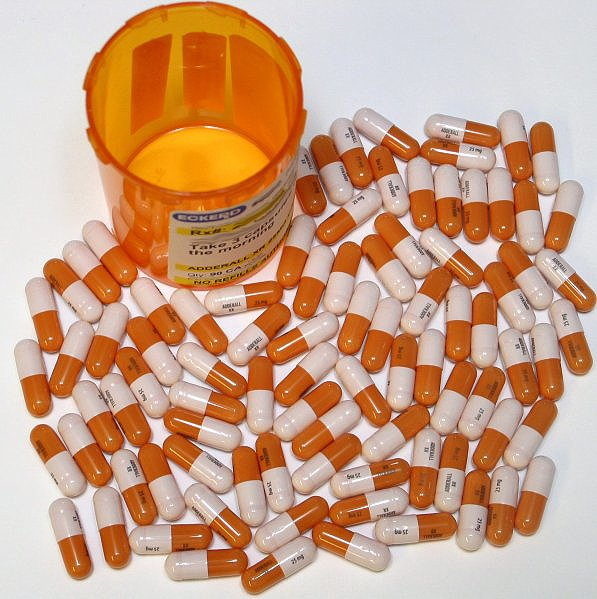

مجموعة الضغط الدوائية — تُعرَف أيضًا بمجموعة ضغط العقاقير — تشير إلى ممثلي شركات الأدوية والطب الحيوي في الولايات المتحدة الذين يتقاضون أجرًا ويسعون للتأثير على سياسة الحكومة الفيدرالية.

## التأثير السياسي في الولايات المتحدة
مارست شركات الأدوية الكبرى العشرون في الولايات المتحدة، والجمعيتان التجاريتان للأدوية، وهما اتحاد جهات تصنيع الأدوية وأبحاثها في أمريكا (PhRMA) والمنظمة الصناعية للتكنولوجيا الحيوية, الضغط في عدد لا يقل عن 1600 تشريع في الفترة ما بين 1998 و2004. ووفقًا لمركز سياسة المراعاة، أنفقت شركات الأدوية 900 مليون دولار على ممارسة الضغط السياسي في الفترة ما بين 1998 و2005، المبلغ الذي يفوق ما أنفقه أي مجال آخر في هذا الشأن. وفي أثناء الفترة ذاتها، تبرعت هذه الشركات بمبلغ 89.9 مليون دولار للأحزاب السياسية والمرشحين الفيدراليين، مع منح نحو ثلاثة أضعاف هذا المبلغ للجمهوريين مقارنةً بالديمقراطيين. ووفقًا لمركز النزاهة العامة، في الفترة ما بين يناير 2005 ويونيو 2006 فقط، أنفقت صناعة الأدوية حوالي 182 مليون دولار على ممارسة الضغط الفيدرالي. فسجلت 1274 عضوًا بجماعات الضغط السياسي في واشنطن العاصمة.

## الخلاف في الولايات المتحدة

### تكاليف عقاقير الوصفات الدوائية في الولايات المتحدة
يجادل ناقدو مجموعة الضغط الدوائية بأن تأثير صناعة الأدوية يسمح لها بتأييد التشريعات التي تصب في مصلحة جهات تصنيع الأدوية على حساب المرضى. وقد اُعتبِر تأثير المجموعة الضاغطة في تأمين مرور قانون تحديث عقاقير الوصفات الدوائية بنظام ميديكير وتحسينها لعام 2003 انتصارًا كبيرًا وخلافيًا في الصناعة، إذ منع الحكومة من التفاوض على الأسعار مع شركات الأدوية التي تقدم هذه العقاقير التي يغطيها نظام ميديكير. ونتيجة لذلك، صارت نسبة 61 في المائة من نفقات برنامج ميديكير على عقاقير الوصفات الدوائية ربحًا مباشرًا لشركات الأدوية.
طالما كان ارتفاع أسعار عقاقير الوصفات الدوائية في الولايات المتحدة مثارًا للجدل. فتدعي الشركات أن التكاليف المرتفعة ناتجة عن برامج التنمية والأبحاث باهظة التكلفة، في حين يشير الناقدون إلى النسبة العالية المُخصَصة في ميزانيات الأدوية للتسويق وممارسة الضغط السياسي، هذا إلى جانب ما تحققه الصناعة من أرباح. ووفقًا لمارسيا أنجيلا، الرئيسة السابقة لدورية "نيو إنجلاند جورنال أوف ميدسين": "الولايات المتحدة هي الدولة المتقدمة الوحيدة التي تسمح لصناعة الدواء بفرض ما سيتحمله السوق بالضبط.”

### التأثير على الأطباء في الولايات المتحدة
صارت رعاية صناعة الأدوية للأبحاث السريرية تخضع للتدقيق المتزايد في السنوات الأخيرة، إذ يتلقى عادةً الكتّاب المناصرون للصناعة تعويضًا من شركات الأدوية الكبرى، مما يزيد من الشكوك بشأن موضوعية هذه الأبحاث. بالإضافة إلى ذلك، أكدت مجموعات التأييد داخل مهنة الطب وخارجها على أن الدعاية المباشرة للأطباء، والعينات المجانية، وأجور الأبحاث تشجع الأطباء على الإفراط في وصف الأدوية.

## ضغط الجهات الدوائية في أوروبا
تشير إحصائيات سجل الشفافية بالاتحاد الأوروبي إلى أن الإنفاق على أنشطة ممارسة الضغط السياسي في صناعة الأدوية في الاتحاد الأوروبي تزيد عن 40 مليون يورو في السنة. ونحو نصف هذه الميزانية يُنفَق على أعضاء مجموعات الضغط المحليين الذين يهدفون للتأثير على صانعي القرار الرئيسيين. أما ما تبقى منها فيدعم على سبيل المثال الحملات الاجتماعية أو جمعيات المرضى أو الجمعيات المهنية الطبية. في الوقت نفسه، لا تعلن الكثير من شركات الأدوية عن أنشطتها لسجل الشفافية بالاتحاد الأوروبي. وتشير التقديرات إلى أنه في حال تسجيل كل الأنشطة، سيبلغ مستوى النفقات حوالي 90 مليون يورو، أي ما يزيد عن ضعف ما توضحه الإحصائيات.

## وصلات خارجية
- Pharmaceutical lobbying totals at Opensecrets
- Corporations and Health Watch
- PhRMA's home page
- PBS series on the pharmaceutical industry
- Big Bucks, Big Pharma,Amy Goodman, 68 minutes